# Asambleas del Partido Republicano de 2008 en Washington
Las asambleas republicanas de Washington fueron el sábado 9 de febrero de 2008. las votaciones en Washington cerraron a las 9:00 PM EST
Mike Huckabee ha declarado que él quiere un recuento de las asambleas estatales.

## Candidatos
Todos los candidatos a continuación son los que aparecieron en la boleta electoral de Washington:
- Mike Huckabee
- John McCain
- Ron Paul
- Mitt Romney (candidato ha suspendido su campaña)

### Dinero recogido
Todo el resultado fue por CNN
La siguiente tabla muestra el dinero recogido por los candidatos en el estado de Washington desde el inicio de sus campañas.
| Candidato     | Dinero recogido |
| ------------- | --------------- |
| Mitt Romney   | $689,329        |
| Ron Paul      | $531,471        |
| John McCain   | $308,074        |
| Rudy Giuliani | $264,788        |
| Fred Thompson | $81,208         |
| Mike Huckabee | $81,208         |
| Duncan Hunter | $15,378         |

## Resultados previos
Cada tabla que se mostrará a continuación muestra el resultado de las primarias y elecciones generales hechas antes en el estado de Washington.

### Primarias
Elecciones de primarias del 2000
Nota: las primarias del 2000 fueron primarias no partidarias en la cual había candidatos del partido Demócrata y del partido Republicano en la boleta electoral .
| Candidato      | Votos   | Porcentajes del Voto |
| -------------- | ------- | -------------------- |
| John McCain    | 141,605 | 41%                  |
| George W. Bush | 77,562  | 22%                  |
| Al Gore        | 70,623  | 20%                  |
| Bill Bradley   | 45,636  | 13%                  |
| Alan Keyes     | 6,426   | 2%                   |

### Elecciones Generales
Elecciones generales del 2004

| Candidato      | Votos     | Porcentajes del Voto |
| -------------- | --------- | -------------------- |
| John Kerry     | 1,510,201 | 53%                  |
| George W. Bush | 1,304,894 | 46%                  |
| Ralph Nader    | 23,283    | 1%                   |

Elecciones generales del 2000

| Candidato      | Votos     | Porcentajes del Voto |
| -------------- | --------- | -------------------- |
| Al Gore        | 1,240,302 | 50%                  |
| George W. Bush | 1,101,621 | 45%                  |
| Ralph Nader    | 101,906   | 4%                   |

## Resultados 2008
| Candidato     | Delegados estatales | Porcentajes | Delegados |
| ------------- | ------------------- | ----------- | --------- |
| John McCain   | 3,191               | 25.9%       | 0         |
| Mike Huckabee | 2,898               | 23.52%      | 0         |
| Ron Paul      | 2,666               | 21.64%      | 0         |
| Mitt Romney   | 1,903               | 15.45%      | 0         |
| Indecisos     | 1,662               | 13.49%      | 0         |
| Total         | 12,320              | 100%        | 0         |